# Mansuriyya
|  | Aquest article tracta sobre la secta xiita. Si cerqueu la capital fatimita, vegeu «al-Mansuriyya». |

La mansuriyya fou una secta extremista xiïta que pren el nom del seu fundador Abu-Mansur al-Ijlí. Predicador xiïta a Kufa, a la mort d'al-Bakir el 735 es va declarar el seu successor. Fou perseguit pel governador omeia Khalid al-Kasri que va fer campanya contra els extremistes, i finalment capturat i executat pel seu successor Yusuf ibn Umar al-Thakafi (738-744). A la seva mort la secta es va dividir en husayniyya (seguidors del seu fill Husayn, reconegut imam) i Muhammadiyya, seguidors de l'imam hasanita Muhammad ibn Abd Allah al-Nafs al-Zakiyya, mort el 762 (els que consideraven que Abu Mansur era només depositari d'al-Bakir i que l'imam era el hasanita). Al-Husayn fou capturat sota el califa al-Mahdí (775-785) i executat i molts seguidors també van patir aquesta sort; la secta es va desintegrar.